# قطب‌نما (آلبوم)
قطب‌نما (اسپانیایی: Compas‎) نهمین آلبوم استودیویی گروه موسیقی جیپسی کینگز است که در سال ۱۹۹۷ در اروپا و ایالات متحده آمریکا منتشر شد.

## فهرست آهنگ‌ها و ترانه‌ها
| نسخهٔ اروپایی | نسخهٔ اروپایی                                    | نسخهٔ اروپایی |
| شماره        | نام                                             | مدت          |
| ------------ | ----------------------------------------------- | ------------ |
| ۱.           | «برای دلبندم (فقط برای تو)»                     | ۴:۰۲         |
| ۲.           | «رومبایی در اینجا»                              | ۴:۲۴         |
| ۳.           | «دختر کولی مومشکی را ببین»                      | ۶:۵۵         |
| ۴.           | «خاطرهٔ پُرشور» (بی‌کلام)                          | ۴:۰۴         |
| ۵.           | «جشن و سرور شروع می‌شود»                         | ۳:۰۳         |
| ۶.           | «رویای شبانه»                                   | ۵:۵۶         |
| ۷.           | «البته که آره، البته که نه (فونیکولی فونیکولی)» | ۳:۱۹         |
| ۸.           | «برای برزیل می‌خوانم»                            | ۴:۱۵         |
| ۹.           | «وسوسهٔ عشق» (بی‌کلام)                            | ۵:۰۹         |
| ۱۰.          | «پسرک من»                                       | ۳:۱۶         |
| ۱۱.          | «به من بگو»                                     | ۵:۴۰         |
| ۱۲.          | «چقدر خوب و چقدر بد»                            | ۳:۰۳         |
| ۱۳.          | «عشق کولی»                                      | ۷:۲۸         |
| ۱۴.          | «سالسای شب» (بی‌کلام)                            | ۳:۲۹         |
| ۱۵.          | «برای دلبندم (فقط برای تو) [ریمیکس]»            | ۳:۳۷         |

| نسخهٔ آمریکایی | نسخهٔ آمریکایی                                   | نسخهٔ آمریکایی |
| شماره         | نام                                             | مدت           |
| ------------- | ----------------------------------------------- | ------------- |
| ۱.            | «برای دلبندم (فقط برای تو)»                     | ۴:۰۲          |
| ۲.            | «البته که آره، البته که نه (فونیکولی فونیکولی)» | ۳:۱۹          |
| ۳.            | «رومبایی در اینجا»                              | ۴:۲۴          |
| ۴.            | «خاطرهٔ پُرشور» (بی‌کلام)                          | ۴:۰۴          |
| ۵.            | «دختر کولی مومشکی را ببین»                      | ۶:۵۵          |
| ۶.            | «جشن و سرور شروع می‌شود»                         | ۳:۰۳          |
| ۷.            | «برای برزیل می‌خوانم»                            | ۴:۱۵          |
| ۸.            | «سالسای شب» (بی‌کلام)                            | ۳:۲۹          |
| ۹.            | «پسرک من»                                       | ۳:۱۶          |
| ۱۰.           | «به من بگو»                                     | ۵:۴۰          |
| ۱۱.           | «وسوسهٔ عشق» (بی‌کلام)                            | ۵:۰۹          |
| ۱۲.           | «چقدر خوب و چقدر بد»                            | ۳:۰۳          |
| ۱۳.           | «عشق کولی»                                      | ۷:۲۸          |

## گواهینامه‌ها و فروش
| منطقه               | گواهی | واحد گواهی‌شده/فروش |
| ------------------- | ----- | ------------------ |
| ایالات متحده آمریکا | —     | ۲۲۱٬۰۰۰            |
|                     |       |                    |